# Josef Václav Bečka
Josef Václav Bečka (10. července 1903 Chotěboř – 5. června 1992 Opočno) byl český jazykovědec, specializující se na oblast stylistiky.